# Heinrich Steiner (Dirigent)

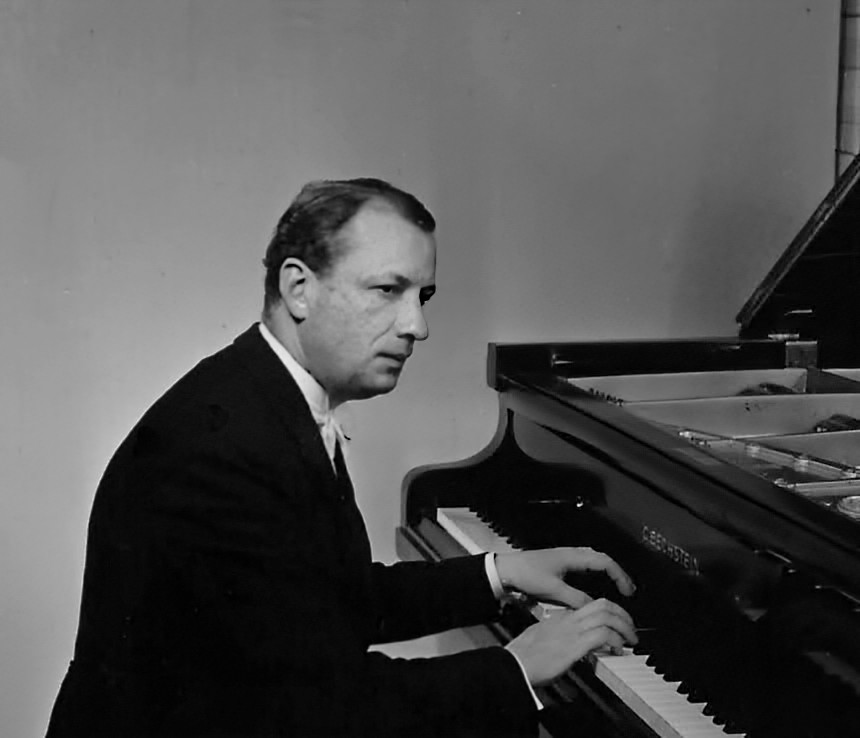
Heinrich Steiner 1950

Heinrich Steiner (* 27. November 1903 in Öhringen; † 13. Oktober 1982 in Flensburg) war ein deutscher Pianist und Dirigent. Er war ein Bruder des Violoncellisten Adolf Steiner.

## Leben und Werk
Heinrich Steiner erhielt 1908 als Sohn eines württembergischen Musikdirektors, welcher ab 1912 in Berlin eine eigene Musikschule leitete, zusammen mit seinen vier Brüdern und den fünf Schwestern zunächst eine Musikausbildung vom Vater in Violine, Klavier und Tenorhorn. 1911 studierte er als 7-Jähriger am Hoch’schen Konservatorium in Frankfurt am Main Klavier und Geige. Danach studierte er am Konservatorium für Musik in Hamburg weiter. Von 1915 bis 1921 studierte er am Klindworth-Scharwenka-Konservatorium in Berlin bei Moritz Mayer-Mahr und bei Mark Günzburg (Meisterklasse für Klavier) sowie bei Issay Barmas (Meisterklasse für Violine). 1916 trat Heinrich Steiner das erste Mal als Pianist in Berlin öffentlich auf. Auftritte im Domchor bei Hugo Rüdel und Konzertreisen mit dem Domchor folgten. Die Freundschaft mit Wilhelm Kempff entstand. Von 1922 bis 1928 studierte Heinrich Steiner an der Staatlichen Akademischen Hochschule für Musik in Berlin Klavier bei Günzburg, Mayer-Mahr und (auf Empfehlung Ferruccio Busonis) Egon Petri sowie bei Leonid Kreutzer. Die Kapellmeisterausbildung machte er bei Julius Prüwer, Komposition studierte er bei Paul Juon und Paul Höffer. Zwei Überbeine an den Händen, verursacht durch zu vieles Klavierüben, zwangen Heinrich Steiner seine Karriere als Pianist nicht weiter auszubauen. Seit 1923 bis zum Tode seines Bruders Karl 1956 wirkte Heinrich Steiner im Steiner-Streichquintett bzw. im Klavierquintett seiner Brüder mit: Karl und Willy Steiner (1. und 2. Geige), Friedrich (Bratsche) und Adolf Steiner (Cello). Vor 1923 wurde in der Familie Steiner Streichquartett bzw. -quintett mit einigen der fünf Schwestern gespielt. Emma Graßme geb. Steiner galt in ihrer Kinder- und Jugendzeit als Wunderkind am Klavier.
Ab 1924 unternahm er Konzertreisen als Pianist und Dirigent und beteiligte sich an den musikalischen Sendungen des Berliner Rundfunks. 1925 wurde er freier Mitarbeiter der Funkstunde Berlin als Dirigent und Pianist. 1928 erfolgte das erste Auftreten Heinrich Steiners als Konzertdirigent mit dem Blüthner-Orchester in der Berliner Singakademie.
1931 wurde Heinrich Steiner Leiter der Grammophonfirma Tri-Ergon in Berlin. Von 1932 bis 1934 wurde Heinrich Steiner am Stadttheater Lübeck Korrepetitor, Kapellmeister und Chordirektor.
Heinrich Steiner trat zum 1. November 1930 in die NSDAP ein (Mitgliedsnummer 359.750). Im Jahr seines Parteibeitritts wurde er Leiter des NSDAP-Orchesters Berlin, 1934 wurde Steiner zweiter Kapellmeister am Rundfunk Berlin. Steiner komponierte im Rahmen eines Wettbewerbes zur Rundfunkausstellung 1935 in Berlin die Musik des Kampfliedes Flieg, deutsche Fahne, flieg!; der Text „nach bekannten Worten des Führers“ stammt von Hans-Jürgen Nierentz. Joseph Goebbels lud oft das Steiner-Quartett ein, vor seinen Auftritten zu spielen. Von 1935 bis 1936 wirkte Heinrich Steiner als Musikalischer Oberleiter und 1. Kapellmeister am Stadttheater Würzburg. Von 1936 bis 1939 wirkte er als 1. Kapellmeister (ab 1937 als Abteilungsleiter für Orchester und Chor) am Berliner Rundfunk sowie von 1939 bis 1944 als Operndirektor und Leiter der Symphoniekonzerte am Staatstheater Oldenburg. 1944 erfolgte die Einberufung zur Wehrmacht, wo er die A- und B-Prüfung des Funkerlehrgangs ablegte und als Funkausbilder eingesetzt wurde. Auch in dieser Zeit gab er unzählige Klavierabende für das gesamte Weser-Ems-Korps.
Ab 1945 konzertierte Heinrich Steiner in Hamburg, Hannover, Bremen und Süddeutschland als Konzertpianist. 1947 wurde er Generalmusikdirektor und Leiter der Nordwestdeutschen Philharmonie in Bad Pyrmont. Heinrich Steiner war der Initiator der Internationalen Musikwoche in Pyrmont. Seit 1950 wirkte er als Leiter des Nordmark-Sinfonie-Orchesters, ab 1951 als Generalmusikdirektor und von 1951 bis 1959 zeitgleich als Intendant der Städtischen Bühnen Flensburg.
Heinrich Steiner wurde 1959 zusammen mit Albert Aereboe der Kunstpreis des Landes Schleswig-Holstein verliehen. 1967 wurde er mit dem Titel des Ehrenprofessors des Landes Schleswig-Holstein ausgezeichnet. 1970 verlieh ihm der König von Dänemark das Ritterkreuz des Dannebrogordens. 1975 erfolgte die Verleihung des Verdienstordens 1. Klasse der BRD.
Kompositionen: Serenade Appassionata, Episode als Konzertstück und Orchestermusik, Kleiner Walzer für Klavier und Orchester, Rondo für Klavier, mehrere Lieder.